# Новопетровка (Александрийский район)
Новопетровка (укр. Новопетрівка) — село в Петровской поселковой общине Александрийского района Кировоградской области Украины.
До 2020 года входило в Петровский район
Население по переписи 2001 года составляло 35 человек. Почтовый индекс — 28334. Телефонный код — 5237. Код КОАТУУ — 3524985905.